# Dohmariwka (hromada Heniczesk)
Dohmariwka (ukr. Догмарівка) – wieś na Ukrainie, w obwodzie chersońskim, w rejonie heniczeskim, w hromadzie Heniczesk. W 2001 liczyła 1071 mieszkańców.